# Vecoux
Vecoux é uma comuna francesa na região administrativa de Grande Leste, no departamento de Vosges. Estende-se por uma área de 13,6 km². Em 2010 a comuna tinha 886 habitantes (densidade: 65,1 hab./km²).